# جيمي شامبرلن
جيمي شامبرلن (بالإنجليزية: Jimmy Chamberlin)‏ هو ملحن وطبال أمريكي، ولد في 10 يونيو 1964 في جوليت في الولايات المتحدة.

## وصلات خارجية
- الموقع الرسمي
- جيمي شامبرلن على موقع IMDb (الإنجليزية)
- جيمي شامبرلن على موقع الموسوعة البريطانية (الإنجليزية)
- جيمي شامبرلن على موقع ميوزك برينز (الإنجليزية)
- جيمي شامبرلن على موقع إن إن دي بي (الإنجليزية)
- جيمي شامبرلن على موقع أول ميوزيك (الإنجليزية)
- جيمي شامبرلن على موقع ديسكوغز (الإنجليزية)
- جيمي شامبرلن على موقع قاعدة بيانات الفيلم (الإنجليزية)